# Mariela Castro Espín
Mariela Castro Espín (Havanna, Kuba, 27 juli 1962) är licentiat med specialitet pedagogik-psykologi vid Instituto Superior de Ciencias Pedagógicas "Enrique José Varona" i den kubanska huvudstaden. Hon är direktör för Centro Nacional de Educación Sexual de Cuba (CENESEX) och för tidskriften Sexología y Sociedad, i Havanna. Hon är dotter till Kubas före detta president Raúl Castro och Vilma Espín Guillois, som tidigare var president i Federación de Mujeres Cubanas.
Hennes grupp gör kampanjer för effektivt skydd mot AIDS och för erkännande och acceptans av homosexualitet, bisexualitet, transvestism, och transsexualism. 2005 föreslog hon ett projekt för att tillåta transpersoner att få könskorrigerande operationer och ändra sin legala könstillhörighet. Åtgärderna blev lag i juni 2008 och ger kubaner rätt till könsbytesoperationer utan kostnad.
Hon har utvecklat viktiga evenemang av social karaktär för att stimulera och sprida olika projekt för att skydda och öka respekten för de sexuella minoriteterna på ön. Hon är en av nyckelfigurerna i den politiska utvecklingen i CENESEX för att skydda och helt inkorporera de transsexuella i samhället. Mariela Castro har också visat sitt stöd för kvinnans rätt att besluta om abort när det är nödvändigt.
Trots att hon inte officiellt är engagerad i landets politiska liv, har Castro Espín i olika intervjuer visat sitt fulla stöd för den kubanska regeringen, och att det som gynnar Kuba mest är det enda partiet.
Mariela Castro är president vid ”Cuban Multidisciplinary Centre for the Study of Sexuality”, president för ”National Commission for Treatment of Disturbances of Gender Identity”, medlem av ”Direct Action Group for Preventing, Confronting, and Combatting AIDS”, och exekutiv medlem av World Association for Sexual Health (WAS). Hon är också direktör för tidskriften Sexología y Sociedad, ett magasin om sexologi som ges ut av National Center for Sex Education (CENESEX). Hon har publicerat 13 akademiska artiklar och nio böcker.
Castro Espín är gift med den italienske fotografen Paolo Titolo och har två barn med honom, plus en dotter från hennes tidigare äktenskap med chilenske förre medlemmen i FPMR Juan Gutiérrez Fischmann.